# Georges Dejardin
Pour les articles homonymes, voir Dejardin.
Georges Dejardin né à Liège le 14 juin 1914, mort le 9 février 1993 est un homme politique wallon.
Mobilisé en 1939, il est  comme de nombreux jeunes Wallons de son âge réduit à la captivité en Allemagne de 1940 à 1945.
Militant wallon de tendance socialiste, il est conseiller communal de Liège de 1946 à 1964 et député de Liège de 1950 à1965 puis   sénateur provincial de 1965 à 1968 et enfin sénateur élu directement de 1968 à 1974). Il est rapporteur au Parlement  de projets de loi sur l'enseignement secondaire, la majorité à 18 ans, le statut du prisonnier de guerre, etc.).
Dans la revue du Parti socialiste belge Socialisme (revue) en novembre 1961, il souligne la divergence entre Flamands et Wallons. Les Flamands sont sensibles aux questions d’égalité et d’autonomie culturelle, les Wallons sont davantage préoccupés par des questions d’ordre social  et  économique. Loyal à l'égard des propositions du Centre Harmel, il est en faveur de la fixation  de la Frontière linguistique. Il s’inquiète de la minorisation politique de la Wallonie au Parlement et prône un Sénat paritaire.
Il sera aux côtés d'André Renard durant la Grève générale de l'hiver 1960-1961, et rédige le texte de l’Appel aux soldats à la suite duquel le journal La Wallonie (quotidien) est saisi. Il participe au Pétitionnement wallon de 1963 mis sur pied par le Collège exécutif de Wallonie qui recoltera  645.499 signatures à l'appui du referendum d’initiative populaire  et est chargé de véhiculer les tonnes de documents de cette pétition au Sénat.  Assez étrangement, cinq jours plus tôt, il avait dénoncé publiquement ce même pétitionnement qu’il avait pourtant appuyé. Toujours dans la revue Socialisme (revue) en  1963, il explique le nouveau Compromis des socialistes et critique durement le Mouvement populaire wallon  dont il dénonce le nationalisme. Il défend les conclusions du Congrès des socialistes wallons (septembre 1961), et les axes de compromis: Sénat paritaire, décentralisation économique et sociale, autonomie culturelle. Le fédéralisme semble selon lui irréalisable à cause de son rejet par les socialistes flamands et bruxellois.
Il est le premier président élu du Conseil culturel de la Communauté française de Belgique (décembre 1971).  Il enregistre la proposition de décret sur la fixation d’une Fête de Wallonie, d’un drapeau et d’un hymne de Maurice Bologne, Fernand Massart, Lassance-Hermant, Léon Defosset, Pierre Leroy, Marcel Levaux et Jean Defraigne proposition à laquelle il est opposé parce que ne reflétant pas position socialiste de l'époque.[pas clair]